# Pałac w Dąbrówce Górnej
Pałac w Dąbrówce Górnej – zabytkowy pałac w Dąbrówce Górnej.
W latach 1907–1909 pałac został przebudowany w stylu neobarokowym przez Waltera von Teichmann-Logischen (ur. 1861), żonatego z Marią von Hoenika (ur. 1868). Ostatnim niemieckim właścicielem był Gotfryd von Teichmann-Logischen (ur. 1909). Po zajęciu tego terenu przez wojska radzieckie wnętrza pałacu służyły za stajnię i zostały mocno zdewastowane. Później urządzano w nich ośrodek szkoleniowy BHP dla pracowników PGR-u. Od połowy lat 80. XX w. pałac stał pusty. W 1993 r. kupił go prywatny właściciel z myślą o remoncie i adaptacji budynku na hotel.
Obiekt jest częścią zespołu pałacowego z drugiej połowy XVII w., przebudowany w XVIII, XX w., w skład którego wchodzi jeszcze park.

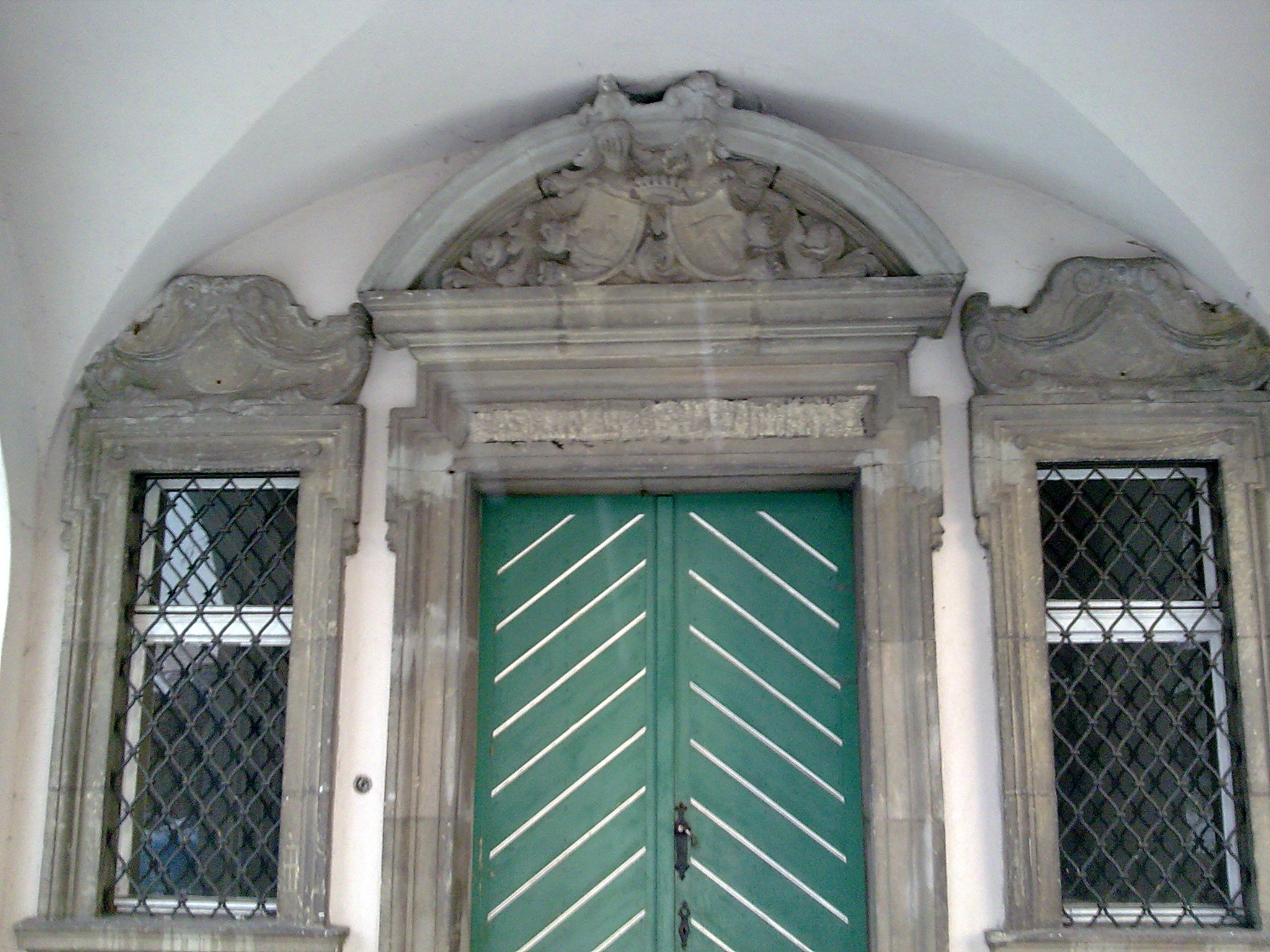
Herby Teichmannn (L) Hoenika (P)
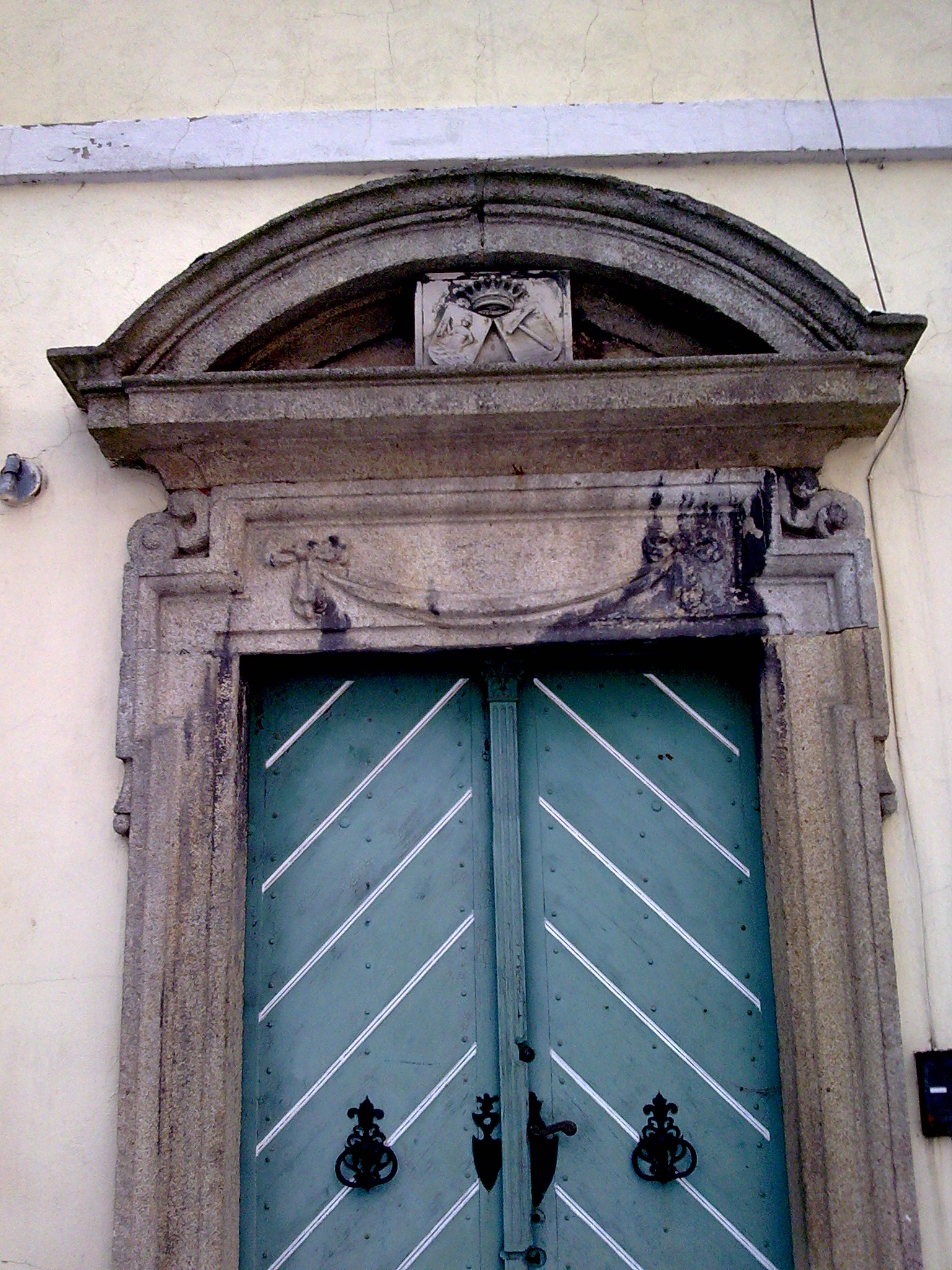
Herby Teichmannn (L) Hoenika (P). Dwór
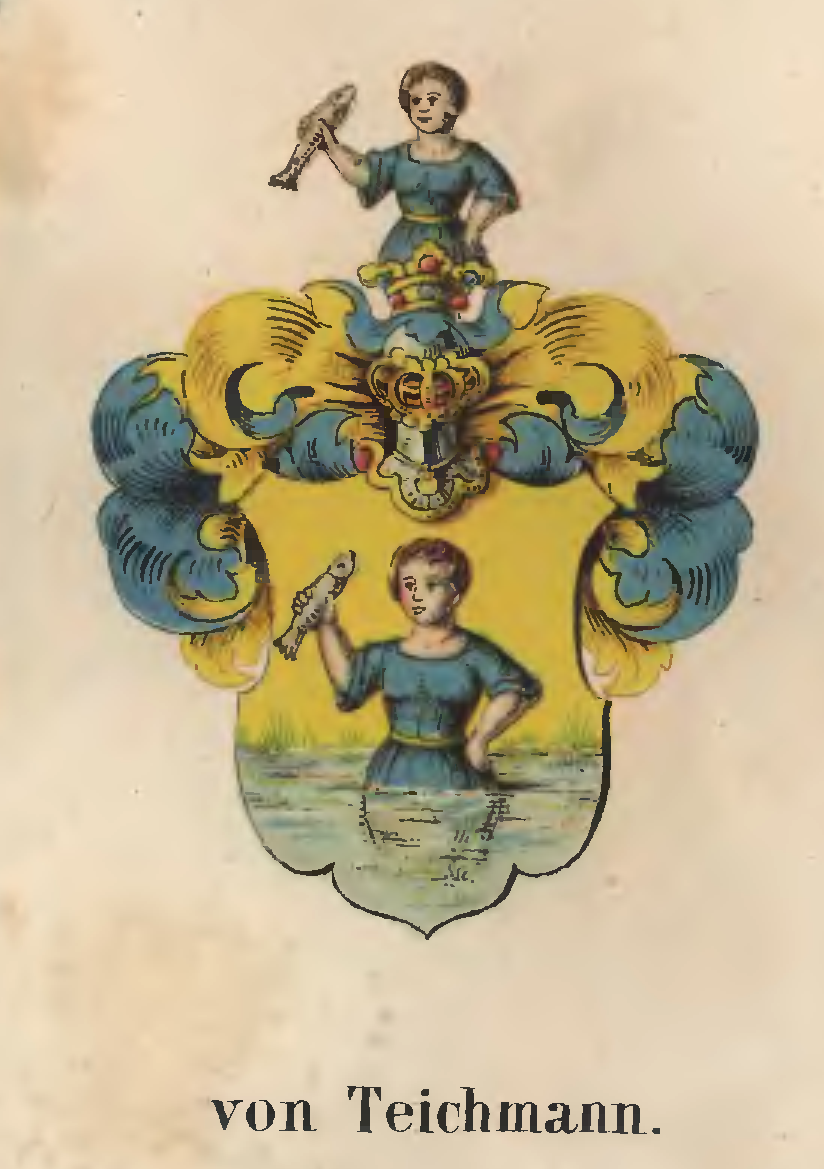
Herb von Teichmannn
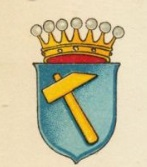
Herb von Hoenika
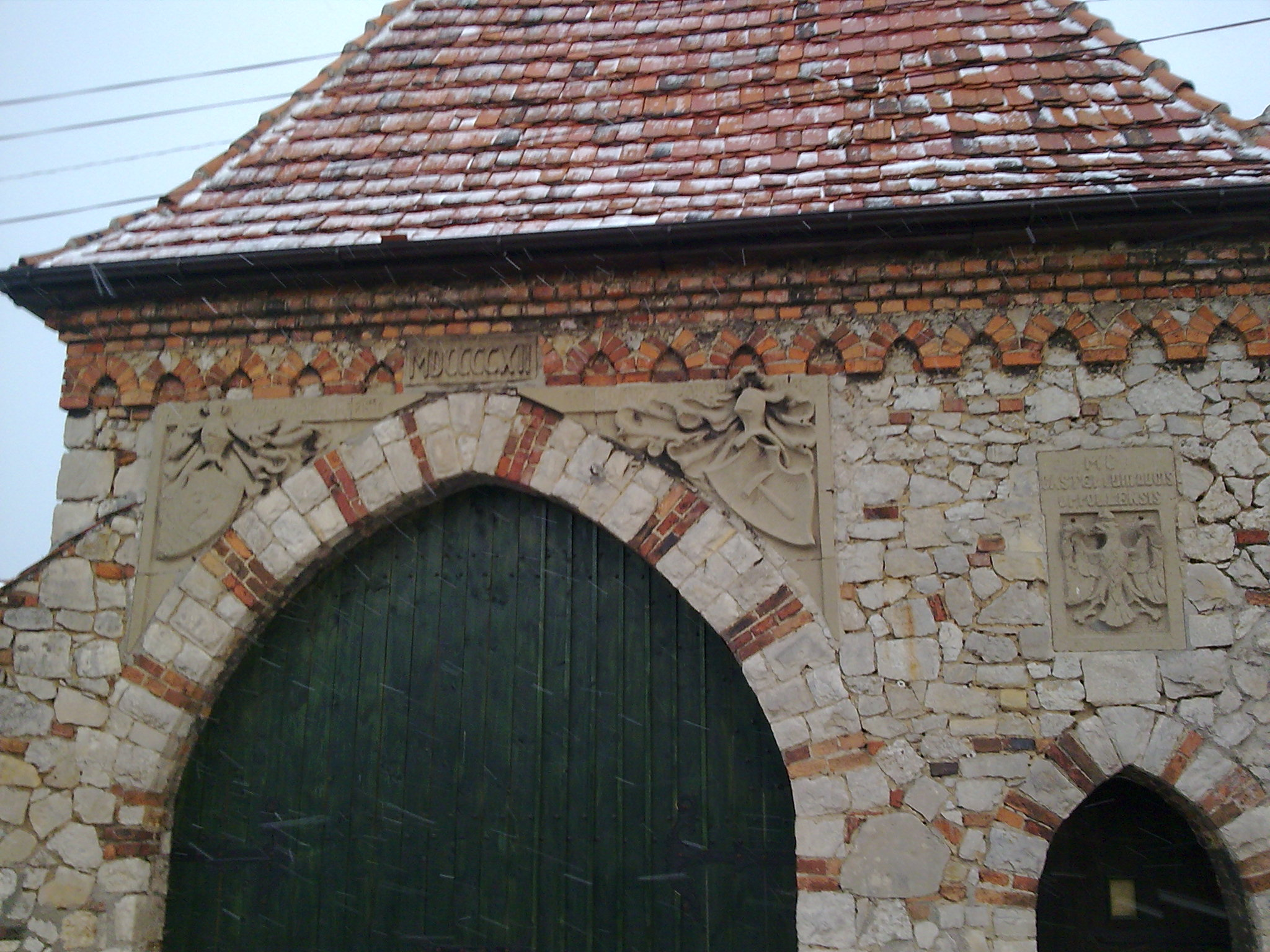
Herby Teichmannn (L) Hoenika (P). Brama
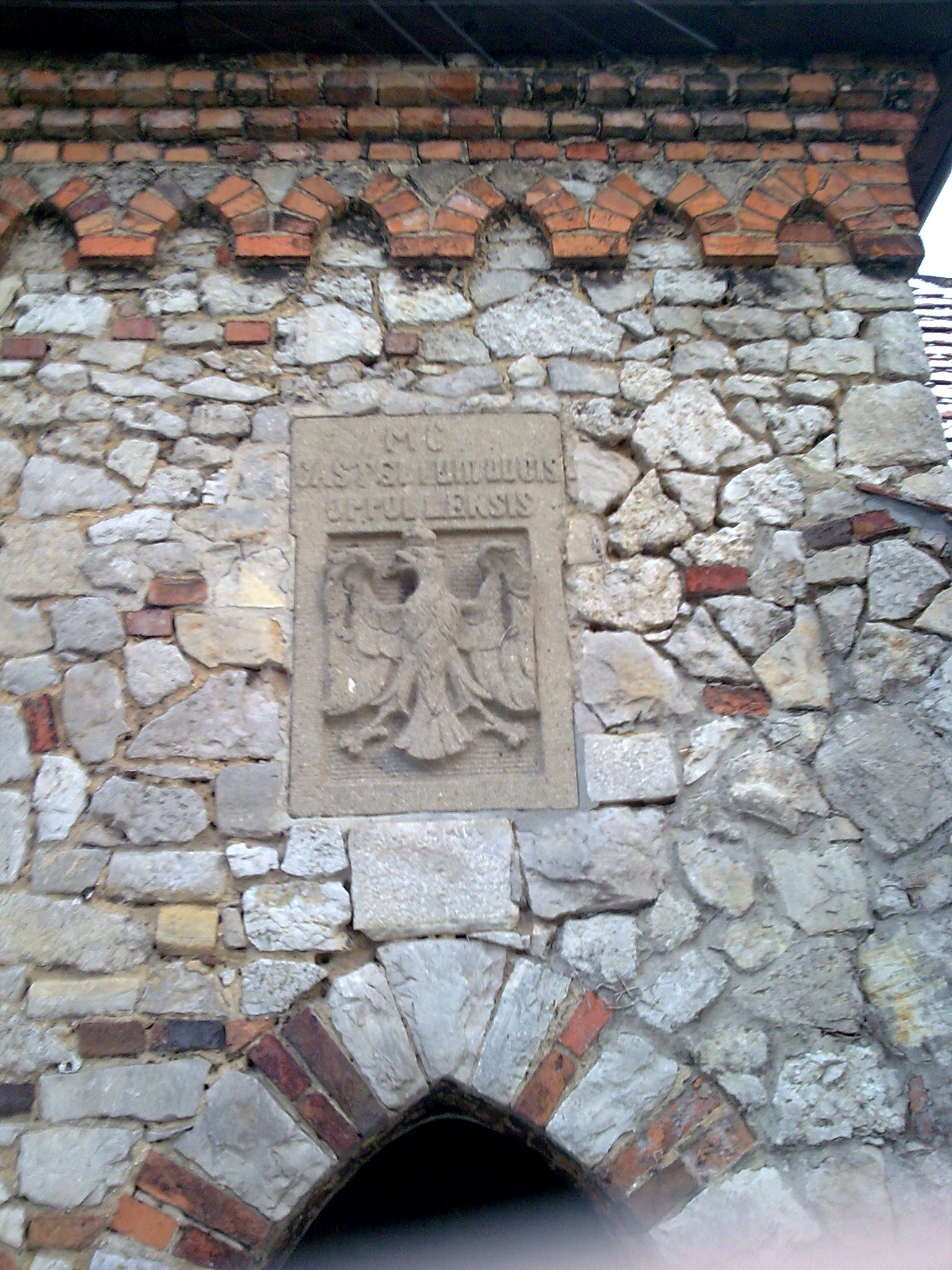
Herb opolskiego na bramie z napisem
Herb opolskiego